# Ponor (okręg Hunedoara)
Ponor – wieś w Rumunii, w okręgu Hunedoara, w gminie Pui. W 2011 roku liczyła 425 mieszkańców.